# NGC 6919
NGC 6919 (другие обозначения — PGC 64883, ESO 285-27, MCG -7-42-11, IRAS20282-4423) — спиральная галактика с перемычкой (SBc) в созвездии Микроскоп.
Этот объект входит в число перечисленных в оригинальной редакции «Нового общего каталога».